# Szymon Ziółkowski
Szymon Jerzy Ziółkowski (Poznan, 1 de julho de 1976) é um atleta e campeão olímpico polonês especialista no lançamento do martelo.
Conseguiu proeminência internacional ao ganhar a medalha de ouro no Campeonato Mundial Júnior de Atletismo de 1994 em Lisboa, Portugal. suas primeiras grandes competições intercionais como adulto não tiveram resultados importantes. No Mundial de Gotemburgo 1995 não conseguiu chegar às finais e em Atlanta 1996 ficou apenas em 10º lugar.
Seus grandes resultados começaram a surgir depois da virada do século, o maior deles em Sydney 2000, quando conquistou a medalha de ouro e o título olímpico com um lançamento de 80,02 m. No ano seguinte, foi campeão mundial do martelo em Edmonton 2001 com a marca de 83,38 m, recorde em campeonatos mundiais.
Depois de uma participação sem sucesso na defesa do título olímpico em Atenas 2004, continuou com desempenhos em alto nível nos campeonatos mundiais seguintes, conquistando a medalha de bronze em Helsinque 2005 e a de prata em  Berlim 2009.